# 寿海寺
寿海寺（じゅかいじ）は、福島県郡山市土瓜に所在する日蓮正宗の寺院。山号は無量山（むりょうざん）。

## 起源と歴史
- 1885年（明治18年）10月 - 建立される。開基は第55世法主日布。
- 1958年（昭和33年）12月5日 - 現在地に移転する。
- 1992年（平成4年）12月9日 - 第7代住職が創価学会側について日蓮正宗を離脱する。信徒は田村郡三春町の法華寺預りとなる。
  - 第7代住職の息子も日蓮正宗を離脱している。
- 1993年（平成5年）8月6日 - 第7代住職が日蓮正宗に復帰し、寺院も日蓮正宗に復帰する。翌日付で住職を辞任し第8代住職が着任した。
  - 1986年（昭和61年）11月22日に第7代住職の古希のお祝いが東京の料亭で行われたが、その時招待した第67世法主日顕が写っている写真を第7代住職の息子が変造して創価学会の新聞に公開したため、結果日顕の名誉が侵害されたため、第7代住職は正信を取り戻し日顕に写真の公開と宗派離脱をお詫びし帰伏したものである。

## 所在地
- 福島県郡山市土瓜1丁目100

## 寺院周辺
- 福島県立郡山高等学校
- 郡山ザベリオ学園
- ヨークベニマル大槻店
- 陸上自衛隊郡山駐屯地
- 郡山市立小山田小学校

## 交通アクセス
- 東北本線・東北新幹線郡山駅より車で15分。
- 東北自動車道郡山南インターチェンジより車で15分。